# Gnophos omararia
Gnophos omararia är en fjärilsart som beskrevs av Charles Oberthür 1913. Gnophos omararia ingår i släktet Gnophos och familjen mätare. Inga underarter finns listade i Catalogue of Life.